# Livets Hasard
Livets Hasard er en britisk stumfilm fra 1922 af John S. Robertson.

## Medvirkende
- Ann Forrest som Perpetua
- Bunty Fosse
- David Powell som Brian McCree
- John Miltern som Russell Felton
- Roy Byford som Monsieur Lamballe
- Florence Wood som Madame Lamballe
- Geoffrey Kerr som Saville Mender